# Gurgesiella atlantica
Gurgesiella atlantica is een vissensoort uit de familie van de Gurgesiellidae. De wetenschappelijke naam van de soort is voor het eerst geldig gepubliceerd in 1962 door Bigelow & Schroeder.